# ترنتون (نيوجيرسي)
ترينتون (بالإنجليزية: Trenton)‏ هي عاصمة ولاية نيوجيرسي الأمريكية ومقر مقاطعة ميرسر. كانت لفترة وجيزة عاصمة الولايات المتحدة. تم جمع منطقة المدينة الحضرية مع منطقة نيويورك وضواحيها من قبل مكتب تعداد الولايات المتحدة،  ولكنها تحد منطقة فيلادلفيا الحضرية، وهي جزء من منطقة سوق فيلادلفيا في هيئة الإتصالات الفيدرالية. بلغ عدد سكان ترينتون 84,913 نسمة حسب تعداد الولايات المتحدة عام 2010،  ما يجعلها عاشر أكبر بلدية في الولاية. قدر مكتب الإحصاء أن عدد سكان المدينة كان 84,034 نسمة في عام 2014.
يرجع تاريخ ترينتون على الأقل إلى 3 يونيو 1719، عندما ذكر أنه تم تعيين موظف أمن في ترينتون، حين كانت المنطقة لا تزال جزءا من مقاطعة هونتردون. تم تسجيل حدود بلدية ترينتون في 2 مارس 1720،  تم بناء محكمة وسجن ترينتون حوالي العام 1720 والتقى ملاك الأراضي من مقاطعة هانتردون سنويا في ترينتون. أصبحت ترينتون عاصمة نيوجيرسي في 25 نوفمبر 1790، وتشكلت مدينة ترينتون داخل بلدية ترينتون في 13 نوفمبر 1792. تأسست بلدية ترينتون باعتبارها إحدى من المجموعات الأولى من بلديات ولاية نيو جيرسي البالغ عددها 104 من خلال مجلس ولاية نيو جيرسي التشريعي في 21 فبراير 1798. تم اقتطاع أجزاء من بلدة ترينتون في 22 فبراير 1834 لتشكيل بلدية إوينغ. تم استيعاب الجزء المتبقي من بلدية ترينتون ضمن مدينة ترينتون في 10 أبريل 1837. تم دمج عدة بلديات أيضا على مدى خمسين عاما، مع استيعاب بلدة ساوث ترينتون (14 أبريل 1851)، وأجزاء من بلدية نوتنغهام (14 أبريل 1856)، كل من بلدة تشامبرسبورغ وبلدية ميلهام (كلاهما في 30 مارس 1888)، وكذلك بلدة ويلبور (28 فبراير 1898). تم ضم أجزاء من بلديتي إوينغ وهاميلتون إلى ترينتون في 23 مارس 1900.